# Cucullia agua
Cucullia agua är en fjärilsart som beskrevs av Barnes 1904. Cucullia agua ingår i släktet Cucullia och familjen nattflyn. Inga underarter finns listade i Catalogue of Life.